# 크니브스타시

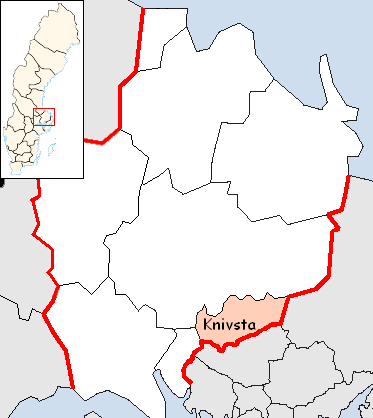
크니브스타 시의 위치

크니브스타시(스웨덴어: Knivsta kommun)는 스웨덴 웁살라주에 위치한 지방 자치체로 행정 중심지는 크니브스타이며 면적은 295.12km2, 인구는 17,323명(2016년 12월 31일 기준), 인구 밀도는 59명/km2이다.

시 문장